# Mnesiclesiella horni
Mnesiclesiella horni är en insektsart som först beskrevs av Bolívar, C. 1931.  Mnesiclesiella horni ingår i släktet Mnesiclesiella och familjen Chorotypidae. Inga underarter finns listade i Catalogue of Life.